# Les Recontres de St. Flour (Cleemput)
Les Recontres de St. Flour - Suite auvergnate is een compositie voor harmonie- of fanfareorkest van de Belgische componist Werner Van Cleemput. Deze suite is gebaseerd op volksliederen uit het Franse Auvergne. 
Het werk werd bekroond met de prijs voor de hoogste divisie in de compositiewedstrijd uitgeschreven door de Bund Deutscher Blasmusikverbände te Karlsruhe.
Het is op cd opgenomen door het Harmonieorkest van het Lemmensinstituut uit Leuven.